# Koenraad II van Lausitz
Koenraad II van Lausitz (voor 13 september 1159 - 6 mei 1210) was vanaf 1190 markgraaf van Neder-Lausitz en graaf van Eilenburg als opvolger van zijn vader Dedo III van Lausitz. In 1207 verwierf hij van zijn broer Diederik de graafschappen Sommerschenburg en Groitzsch.
Koenraad was zoon van Dedo III van Lausitz en Mechtilde van Heinsberg. In 1195 werd het markgraafschap Meißen opgeheven toen de markgraaf zonder erfgenamen stierf. Koenraad werd daardoor de machtigste vorst in zijn regio. In 1197 nam Koenraad deel aan de kleine Duitse kruistocht naar het Heilige Land. Hij was in 1198 aanwezig bij de oprichting van de Duitse Orde in Akko. In 1200 was Koenraad aangewezen als kampioen voor koning Filips van Zwaben voor het gericht tegen de tegenkoning Otto, maar dit tweegevecht is niet doorgegaan. Wel leidde Koenraad in 1202 een missie naar Rome om de belangen van Filips te bepleiten. Toen Filips in 1208 werd vermoord, kozen Koenraad en zijn neef Diederik van Meißen de kant van tegenkoning Otto - in ruil voor een betaling van 22.000 zilveren marken. In 1209 veroverde Koenraad het Lebuser Land op de Polen. Koenraad is begraven in het klooster van Wechselburg.
Koenraad trouwde met Elisabeth van Polen (-1209), weduwe van Soběslav II van Bohemen. Koenraad en Elisabeth kregen de volgende kinderen:
- Koenraad, jong overleden
- Mathilde (ovl. 1255), getrouwd met Albrecht II van Brandenburg
- Agnes (ovl. 1248), getrouwd met Hendrik V van Brunswijk

Omdat Koenraad zonder mannelijke erfgenamen overleed, verviel het markgraafschap Lausitz aan de kroon. Keizer Otto IV verkocht het aan Diederik van Meißen.